# Microrreserva Alt de la Cava
La Microrreserva de Flora Alt de la Cava se situa al terme municipal d'Agres, País Valencià, i té una superfície de 14,341 ha.

## Espècies prioritàries
Campanula rotundifolia subsp. aitanica, Orchis tenera, Sàlvia blancoana subsp. mariolensis i Valeriana tuberosa.

## Unitats de vegetació prioritàries
- Matolls termomediterranis i preestèpics, Armerio-Salvietum mariolensis (Codi Natura 2000: 5330).
- Prats calcaris càrstics o basòfils de l'Alysso-Sedion albi, Sileno secundiflorae-Tunicetum saxifragae (Codi Natura 2000: 6110).
- Formacions herboses seques seminaturals i fàcies de matoll, Teucrio pseudochamaepitys-Brachypodietum retusi (Codi Natura 2000: 6220).
- Despreniments rocosos mediterranis occidentals, Resedetum valentinae, (Codi Natura 2000: 8130).
- Pendents rocosos calcícolas, Jasionetum foliosae (Codi Natura 2000: 8210).
- Boscos mediterranis de Taxus baccata (Codi Natura 2000: 9580).[1]

## Limitacions d'ús
Les establertes en la normativa reguladora del Parc natural de la Serra de Mariola.